# 大隈孝晴
大隈 孝晴（おおくま たかはる）は、日本の男性アニメーター、キャラクターデザイナー、アニメ演出家・監督。スタジオ・ウォンバット出身。

## 来歴・人物
太田雅彦が監督を務める『みつどもえ』に、キャラクターデザイナー・総作画監督として関与し、それ以来彼が監督を務めるほとんどの作品にキャラクターデザイナー、または副監督として参加している。

## 参加作品

### テレビアニメ
2001年
- ヒカルの碁（演出・原画）

2002年
- ちょびっツ（作画監督補佐）

2007年
- ドージンワーク（OP原画）

2010年
- みつどもえ（キャラクターデザイン・総作画監督・作画監督）

2011年
- みつどもえ 増量中!（キャラクターデザイン・総作画監督）
- ゆるゆり（副監督・OP/ED 絵コンテ/演出）

2012年
- ゆるゆり♪♪（副監督・OP/ED 絵コンテ/演出）

2013年
- 琴浦さん（キャラクターデザイン・総作画監督・OP/ED 作画監督・エンドカードイラスト 原画）
- 絶対防衛レヴィアタン（キャラクターデザイン）
- 恋愛ラボ（副監督・OP/ED 絵コンテ/演出）

2014年
- さばげぶっ!（副監督・OP/ED 絵コンテ/演出・ED振付・絵コンテ・特番「からあげ☆レモン」原画）

2015年
- 干物妹!うまるちゃん（副監督、OP/ED 絵コンテ/演出）

2016年
- はがねオーケストラ（キャラクターデザイン・総作画監督）

2017年
- 干物妹!うまるちゃんR（副監督・絵コンテ・演出）
- ガヴリールドロップアウト（OP/ED 絵コンテ）
- AKIBA'S TRIP -THE ANIMATION-（作画監督補佐・作画監督）
- コンビニカレシ（衣装デザイン）

2018年
- うちのメイドがウザすぎる!（副監督・絵コンテ・演出・OP絵コンテ/演出）
- アニマエール!（絵コンテ）

2019年
- 私に天使が舞い降りた!（演出）
- ダンベル何キロ持てる?（OP絵コンテ・演出）
- 私、能力は平均値でって言ったよね!（OP絵コンテ）

2020年
- 放課後ていぼう日誌（監督・脚本・絵コンテ・演出・原画・OP絵コンテ）
- 魔王城でおやすみ（演出）

2022年
- CUE!（作画監督）
- おにぱん!（絵コンテ）

2023年
- デッドマウント・デスプレイ（副監督・絵コンテ）
- ウマ娘 プリティーダービー Season 3（演出）

2024年
- しかのこのこのここしたんたん（副監督・絵コンテ・OP絵コンテ/演出）

### 劇場アニメ
- 機動戦士ガンダム 逆襲のシャア（動画）
- 屍者の帝国（2015年、演出）

## 関連人物
- 太田雅彦：監督
- あおしまたかし：シリーズ構成・脚本
- 三澤康広：音楽